# Jean-Pierre Boulic
Jean-Pierre Boulic, né en 1944 à Prunay-Cassereau (Loir-et-Cher), est un poète français. Il vit à Trébabu (Finistère) et a publié une bonne trentaine de recueils de poèmes depuis 1976.

## Distinctions
- Prix de poésie de l'Association des Écrivains de Bretagne 1996
- Grand Prix de poésie Louis Montalte de la Société des Gens de lettres (SGDL) 2010 pour l'ensemble de son œuvre.
- Prix Yves Cosson de Poésie 2014 de l'Académie littéraire de Bretagne et des Pays de la Loire pour l'ensemble de son œuvre.

### Œuvres
. Le regard neuf d'un coeur d'enfant, éd. L'Atelier des Noyers, Dijon, mars 2025
. Un ciel de patience à l'aube de l'estran, éd. La Part Commune,Rennes,  février 2025
. Quelques miettes tombées du poème, éd. Illador, Paris, mars 2024
. Enraciné, éd. La Part Commune, Rennes, avril 2023
. À la cime des heures, éd L'enfance des arbres, Hennebont, février 2022
. Sentiers, éd. L'Atelier des Noyers, Dijon, septembre 2021
- L'Offrande des lieux, éd. La Part Commune, Rennes, février 2021
- Tisser les couleurs du silence, éd. L'enfance des arbres, Hennebont, février 2020
- Laisser entrer en présence, éd. La Part Commune, Rennes 2019
- L'eau de la grève est si bleue, éd. Des Sources et des Livres, Assérac, septembre 2018
- Petites pièces pour instruments à voix, éd. Pétra, Paris, mars 2018
- Prendre naissance, éd. La Part Commune, Rennes, 2017
- Ouessant sans fin (Eusa evid atao((, avec illustrations photographiques de l'auteur), traduction bretonne Job en Irien, éd. Minihi Levenez, 2016
- Ce pays comme univers, éd. La Porte, Laon, 2016
- Cette simple joie, éd. La Part Commune, Rennes, 2015
- Sous le regard des nuages (Dindan sell ar c'houmoul, avec illustrations photographiques de l'auteur), traduction bretonne Job an Irien, éd. Minihi Levenez, Landerneau, 2014
- Paroles à tous les vents, éd. La Porte, Laon, 2013
- Je vous écris de mes lointains, éd. La Part Commune, Rennes, 2012
- La Fresque, précédé de Sable et terre (Ar Fresken - Trêz ha douar, avec illustrations photographiques de l'auteur et de Albert Pennec), traduction bretonne de Job an Irien, éd. Minihi Levenez, Landerneau, 2012
- Un petit jardin de ciel, éd. La Part Commune, Rennes, 2011
- Patiente variation, préface de Jean-Pierre Lemaire, éd. La Part Commune, Rennes, 2010, Prix de Poésie Louis Montalte 2010[1],[2]
- À même la terre, éd. La Porte, Laon, 2009
- Le Chant bleu de la lumière (Kan glaz ar sklêrijenn, avec illustrations photographiques), traduction bretonne Job an Irien, éd. Minihi Levenez, Landerneau, 2009
- En marchant vers la haute mer, préface de Gilles Baudry, éd. La Part Commune, Rennes, 2008
- Une île auprès des ciels (Eun enezenn tost d'an oablou, photographies de Marie-Hélène Grange, après-lire de Alain-Gabriel Monot), éd. Minihi Levenez, Landerneau, 2007[3]
- Si proche de rien, éd. La Porte, Laon, 2006
- L'Instant si fragile, Le Nouvel Athanor, Paris, 2005
- Royaume d'île (Rouantelez eun enezenn), éd. Minihi Levenez, Landerneau, 2004[4]
- Perle, éd. La Porte, Laon, 2004
- Reflets des mots, avant-dire de Michel Scouarnec - Le Nouvel Athanor, Paris, 2003
- Écrin de la parole, éd. La Porte, Laon, 2002
- « Un brin d'invisible », in Les Cahiers bleus, Troyes, 2002
- Un petit rien sur l’autre versant, éd. La Porte, Laon, 2001
- Seul un silence médite, La Bartavelle, Charlieu, 1999
- La Lumière du temps, éd. Caractères, Paris, 1995, Prix de poésie  de l'Association des Écrivains bretons 1996[5].
- Anne de la mer, éd. CLD Normand et Cie, Tours, 1976

Ouvrages d'artistes
.  Regards croisés - 10ex, avec gravures de Serge Marzin
.  Des riens des rêves - avec gravures de pointes sèches d'Erik Saignes
.  D'herbes et de branches - avec gravures de pointes sèches d'Erik Saignes  
.  Porche - Livre-pliage de Ghislaine Lejard - collection Fy (Bibliothèque Forney)
.  Falaise harcelée - peintures de Michel Remaud - (2019) - 5 ex 
- Îles écorchées - peintures de Michel Remaud - (juin 2017) - ouvrage composé sur papier BFK Rives 250 gr en 5 ex dont 2 H.C.
- Oiseau fol - peintures de Michel Remaud - (juin 2013) - ouvrage composé sur papier BFK Rives 250gr en 9 ex dont 2 H.C.

Créations et poèmes mis en musique
.  Vigie d'Iroise (Gedour an Hirwaz) - pour chœur mixte - musique de René Abjean
.  Oiseau fol (Labous foll) - pour chœur d'hommes - musique de René Abjean
.  L'innocent est enseveli - pour chœur - musique de Jean-René André
.  Ô Père - pour chœur - musique de Jean-René André (Chants de la cathédrale op 1 - éd. Brasavel)
.  De cœur à cœur - pour chœur - musique de Jean-René André (Chants de la cathédrale op 1- éd. Brasavel)
.  Si tu devais dire - pour chœur a capella - musique de Jean-René André, création juillet 2016, éd. Brasavel
. Chanson pour Santig du (Kan evid Santig du) - musique de Gwenaël Riou, création avril 2016
- La Cantilène de Dom Mikael - 12 chants en l'honneur de Michel Le Nobletz - musique de Jean-René André, création mai 2014
- Cantate en l'honneur de Saint Tudy - musique de Gwenaël Riou, création le 9 mars 2014
- Cantate Kan glaz ar sklêrijenn - Le chant bleu de la lumière, (2014) C.D. par le Chœur d'hommes de Bretagne - Mouezh Paotred Breizh, sous la direction de Jean-Marie Airault - traduction bretonne Job an Irien, musique de René Abjean, Prix Kan Al Loar de la création
- Cantate des saints ermites de petite Bretagne sur une musique pour chœurs et orchestre de Jean-René André - création par les Chœurs de Saint-Vincent à Rennes, le 2 juin 2010
- Les chants de l'Iroise, C.D., poèmes mis en musique par Jean-René André, Chœurs de St-Vincent, Rennes (CLSV01), 2008
- Le clair secret, trois mélodies pour soprano et orgue, musique composée par Pierre Moret, création le 19 septembre 2004

Présence en anthologies
- Les années poétiques 2005 et 2008, Seghers
- Poètes de Bretagne (sous la direction de Charles Le Quintrec), éd. La Table Ronde, 2008
- L'Anthologie de la prière contemporaine (par Jean-Luc Maxence), éd. Presses de la Renaissance, 2008
- Les Riverains du feu (par Christophe Dauphin), éd. Le Nouvel Athanor, 2009
- Promenades littéraires en Finistère (par Nathalie Couilloud), Coop Breizh, 2009
- Visages de Poésie, Tome 3 (par Jacques Basse), éd. Rafael de Surtis, 2010
- L'Athanor des Poètes - Anthologie 1991-2011, Jean-Luc Maxence et Danny-Marc
- Xavier Grall parmi les siens - éd. Rafael de Surtis (2013)
- Le livre de la prière - éd. de l'Inférieur (2013)
- Ouvrir  le XXIe siècle - ed. Moebius (2013)
- Poètes des profondeurs - Recours au poème (2015)
- Auteurs des péninsules - Locus Solus (2015)
- Causeries au coin du poème vol3 - FutureScan (2018)